# Keban
Keban – miasto w Turcji, w prowincji Elazığ. W 2014 roku liczyło 4845 mieszkańców. Leży nad zbiornikiem wodnym o tej samej nazwie.